# Elbridge G. Lapham
Elbridge Gerry Lapham (Nova Iorque, 18 de outubro de 1814 – 8 de janeiro de 1890) foi um político do Partido Republicano que atuou como representante e como senador de Nova Iorque.